# Кальяки
Кальяки — деревня в Большесельском сельском поселении Большесельского района Ярославской области.

## Население
По данным статистического сборника «Сельские населенные пункты Ярославской области на 1 января 2007 года», в деревне Кальяки проживает 3 человека. По топокарте на 1973 год в деревне проживало 8 человек.

## География
Деревня расположена к югу от районного центра Большое Село, на удалении около 1,5 км от правого восточного берега реки Молокша, левого притока Юхоти. Между деревней и Молокшей стоят две деревни: к юго-западу Малечкино и к северо-западу Аферово. Деревня стоит на южной окраине болота диаметром около 1 км. В заболоченных лесах к востоку от Кальяки находится истоки текущей на юг реки Могза из бассейна реки Которосль.